# 透水性
透水性（とうすいせい、英語: permeability）は、土などの物質が水を通す性質のことである。
電磁気学ではPermeabilityは透磁率のことである。明確に区別するにはMagnetic permeabilityと言う。

## 概要
土中の水に圧力が発生すると、間隙の中を水が移動する現象を「透水」と呼ぶ。こうした土の透水性については土質力学、土壌物理学の分野で研究されている。透水性はダムや井戸などの土中構造物の設計の際に考慮しなければならないため、工学上重要な性質である。

## ダルシーの法則
地下水や土壌水の流れに対する解析によく用いられるダルシーの法則は、次式で示される。
v = k i
ここで、v：見かけの浸透流速、または擬流 [cm/sec]、k：透水係数、または浸透係数 [cm/sec]、i：動水勾配である。
動水勾配は任意の2点間の水頭差を、その2点間の透水距離で割った量として定義される。
動水勾配の定義式は
i = h / L
である。ここで h：水頭差 [m]、L：透水距離 [m] である。
この法則はヘンリー・ダルシーが1856年に上水道の濾過砂を用いて導いた、層流状態に限って成り立つ関係である。ダルシーの法則で求められる浸透流速は、単位面積を単位時間に通過する流量であり、正確には流速というよりは流束と理解すべきである。これに対して、実際に水分子が移動する速度を表す場合には、実流速という言葉が用いられる。実流速は浸透流速を空隙率で割った値に等しいという関係がある。

## 透水係数
透水係数（hydraulic conductivity）とは土中の水の流れやすさを示し、この値が大きければ水を通しやすく、反対に小さければ水を通しにくいことを示す。透水係数の変動範囲は目安として、
- シルト質砂で10−5 - 10−1 cm/s
- きれいな砂で10−4 - 1 cm/s
- 礫で10−1 - 102 cm/s

程度、または
- 細砂（粒径 1/4 - 1/8 mm）で0.016 cm/s
- 中砂（粒径 1/2 - 1/4 mm）で0.086 cm/s
- 粗砂（粒径 2 - 1/2 mm）で0.34 cm/s
- 小砂利（細礫）（粒径 4 - 2 mm）で2.8 cm/s

で、一般に粘土は不透水、砂・礫は透水と言ってよい。
原位置（採取対象となる土がもともとあった位置）における粘土は、堆積環境によって微細な構造が異なる為、少数のパラメータを用いて透水係数を表すことは不可能に近い。堆積状態が極めて均質な位置から採取した粘土どうしで比較した場合は透水係数と間隙比の関連付けがある程度可能であるが、異なる場所の粘土では関係性が掴めない。

## 土の透水性に関連する問題
土の透水には力の作用（透水力という）が伴うため、時として土構造物を破損、崩壊させることもある。
ボイリング現象 (Boiling)地下水位よりも深く地盤を掘削したときに、山留め壁の下から潜るように周囲の地下水が流れ込み、掘削底面が乱される現象をいう。このとき地下水がボコボコと湧き出し、まるで沸騰したかのように見えるため、ボイリングと呼ぶ。
パイピング現象 (Piping)いったん山留め壁裏に空洞が生じると、そこへ地下水が透水によって土砂とともに流れ込み、空洞が進展していく。特に河川堤防では、パイピングが生じると動水勾配 i が大きくなり、パイピングがいっそう進展するという悪循環になり、破堤に至ることもある。